# Rajthy Tivadar
Rajthy (Raith) Tivadar (Budapest, 1893. szeptember 21. – Budapest, 1958. február 22.) költő, író, üzemgazdasági szakíró.

## Életútja
Egyetemi tanulmányait Budapesten és Párizsban végezte. 1921-ben Magyar Írás címmel irodalmi és művészeti folyóiratot alapított és szerkesztett 1927-ig, amely a magyar irodalom és a haladó értelmiség egyik fóruma volt. Anyagi okok miatt lapja megszűnik, ezután nem foglalkozik többet irodalommal. Mint az üzem- és irodaszervezési, vállalati ügyviteli és könyvvizsgálati kérdések szakértője, 1941-48 között üzemgazdaságtant ad elő a kolozsvári egyetemen. A Magyar Könyvvitel főszerkesztője.

## Munkássága

### Szépirodalmi művei (Raith Tivadar néven)
- Alkonyi szimfónia (versek, Békéscsaba, 1914)
- Párizs-Liège-Trencsénteplitz (novellák, Budapest, 1917)
- Küzdelem, halál, Isten; Magyar Írás, Bp., 1922 (Kelő nap sorozat)
- Szerelem, harc, hit (karcolatok, Budapest, 1923)
- Ölelés keresztje (versek, Budapest, 1923)
- Rilke-fordításait szintén önálló kötetben adta ki (Ének Rilke Kristóf kornét szerelméről és haláláról, Budapest, 1923)
- A XX. század magyar irodalma az európai szellem áramlatában (Korunk, 1926. nov.)
- Kelet-Európa, ismeretlen föld (Budapest, 1927, a Magyar Írás különszáma)

### Szakmunkái
- Az irodaüzem racionalizálása. Gépek és mechanikus munkaeljárások az irodában. 1-2.; Révai, Bp., 1930
- A szervezés alapelvei és módszertana; előszó Magyary Zoltán; Magyar Könyvviteli Folyóirat, Bp., 1936 (A szervezés vezérfonalai)
- Az üzemgazdaság rendje; Gergely, Bp., 1939
- A hites könyvvizsgálat jogszabályai és a hites könyvvizsgálói intézmény Magyarországon; előszó Kuncz Ödön; Magyar Hites Könyvvizsgálók Egyesülete, Bp., 1941 (A Magyar Hites Könyvvizsgálók Egyesületének kiadványai)
- A vállalkozás az irányított és a nagytérgazdaságban. Kolozsvár, 1943 (Vállalatgazdasági könyvtár, 2)
- Általános vállalati gazdaságtan; Gergely, Bp., 1943 (Vállalatgazdasági könyvtár)
- Mérlegtan (Kolozsvár, 1944)
- A vállalat elszámolása. Jószágelszámolás (Kolozsvár, 1946)
- Vagyon- és eredményértékelés ingadozása pénzérték esetében (Kolozsvár, 1946)
- Bevezetés a könyvvitelbe (Cseke Vilmossal, Kolozsvár, 1947)
- Relativitás a vállalat költségeinek alakulásában (Kolozsvár, 1947)
- A számvitel szervezési irányelvei (Kolozsvár, 1948)